# Запис Рајића крушка (Бусиловац)
Запис Рајића крушка (Бусиловац) се налази на парцели чији је власник Рајић Станојло.

## Локација
| Општина             | Параћин                                                          |
| Катастарска општина | Бусиловац                                                        |
| Потес               | Старо село                                                       |
| Координате          | 43° 47′ 46″ С; 21° 30′ 49″ И / 43.796100000000003° С; 21.5137° И |
| Надморска висина    | 220m                                                             |

## Карактеристике
Дендрометријске вредности утврђене на терену и сателитским снимцима:
| Стабло                     | Крушка |
| Висина стабла              | m      |
| Обим дебла                 | m      |
| Пречник крошње             | 16m    |
| Пречник дебла              | m      |
| Висина дебла до прве гране | m      |

## База записа
Запис је у оквиру Викимедија пројекта "Запис - Свето дрво" заведен под редним бројем 0326.